# Winston Churchill Avenue
Winston Churchill Avenue è una delle principali arterie stradali di Gibilterra, Territorio d'Oltremare del Regno Unito.
Lunga 1,5 km, inizia all'estremità settentrionale del Territorio nei pressi del confine con la città spagnola di La Línea de la Concepción (dove diventa l'autovía CA-34) e prosegue intersecando la pista dell'aeroporto di Gibilterra e la zona del Victoria Stadium, il principale centro sportivo del paese.
La peculiarità della strada risiede nell'intersezione a raso con il suddetto aeroporto: in concomitanza di partenze o arrivi dei voli, il traffico veicolare veniva arrestato da apposite barriere. Nel 2009 il governo annunciò che avrebbe investito su un nuovo collegamento stradale che evitasse l'attraversamento dell'aeroporto tramite una galleria di 350 metri. Il nuovo collegamento è stato aperto il 31 marzo 2023, e da allora l'accesso alla pista è chiuso al traffico, fatta eccezione per i pedoni, le biciclette e i monopattini.